# Ziemia Jerzego
Ziemia Jerzego (ros. Земля Георга) – największa wyspa w rosyjskim archipelagu Ziemia Franciszka Józefa. Jest położona w zachodniej części archipelagu.
Ma powierzchnię 2821 km², najwyższy punkt tej wyspy osiąga wysokość 416 m n.p.m.